# Acer sieboldianum
Acer sieboldianum — вид клена, що походить із Японії та поширений у лісах островів Хоккайдо, Хонсю, Сікоку та Кюсю; на півдні ареалу він обмежений гірськими лісами.

## Опис

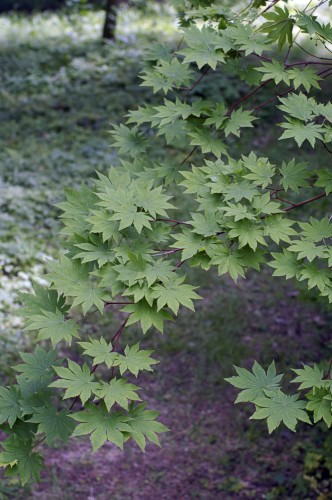

Це повільноросле листяне дерево від невеликого до середнього розміру, що досягає 10–15 метрів заввишки, з гладкою сіро-коричневою корою. Молоді пагони від зелених до червоних, в перший рік вкриті тонкими білими волосками. Листки від середнього до темно-зеленого кольору, довжиною 4–8 сантиметрів і шириною 5–10 сантиметрів, з ніжкою 3–7 сантиметрів і пальчасто-лопатевими з дев'ятьма–одинадцятьма (іноді лише сімома) частками. Молоде листя навесні запушене білими волосками, при цьому ніжка та жилки на нижній стороні листя залишаються волохатими протягом усього літа, за цією ознакою можна відрізнити його від спорідненого Acer palmatum. Восени листя стає яскраво-помаранчевим до червоного. Квітки блідо-жовті, зібрані в щитки по 10–15 разом; суцвіття містять квітки обох статей, або тільки чоловічі. Плід — парна крилатка, розпростерта горизонтально, кожна насінина має крило 15–20 міліметрів. Цвіте пізньою весною, а плоди дозрівають на початку осені.
Гладка кора та жовті квіти допомагають відрізнити його від близькоспорідненого Acer japonicum, який має грубу, лускату кору та червоні квіти, тоді як волохаті стебла та жовті квіти відрізняють його від Acer shirasawanum (голі стебла та червоні квіти).

## Використання
Вид культивується. Було відібрано кілька сортів, більшість з яких рідко зустрічаються за межами Японії. Сорти включають «Kinugasa yama», «Mi yama nishiki», «Ogura yama», «Sode no uchi» та «Osiris».